# Rhopalothrix orbis
Rhopalothrix orbis är en myrart som beskrevs av Taylor 1968. Rhopalothrix orbis ingår i släktet Rhopalothrix och familjen myror. Inga underarter finns listade i Catalogue of Life.

## Bildgalleri

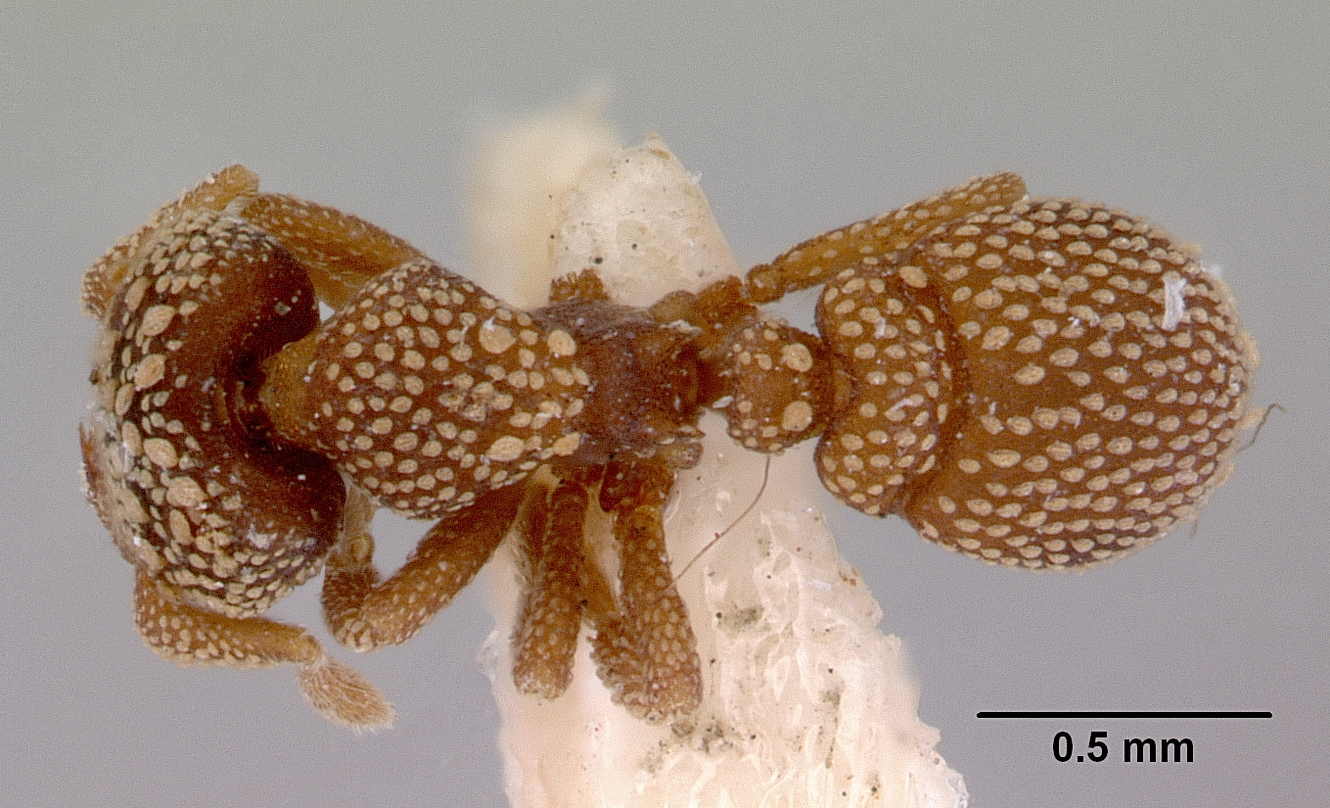
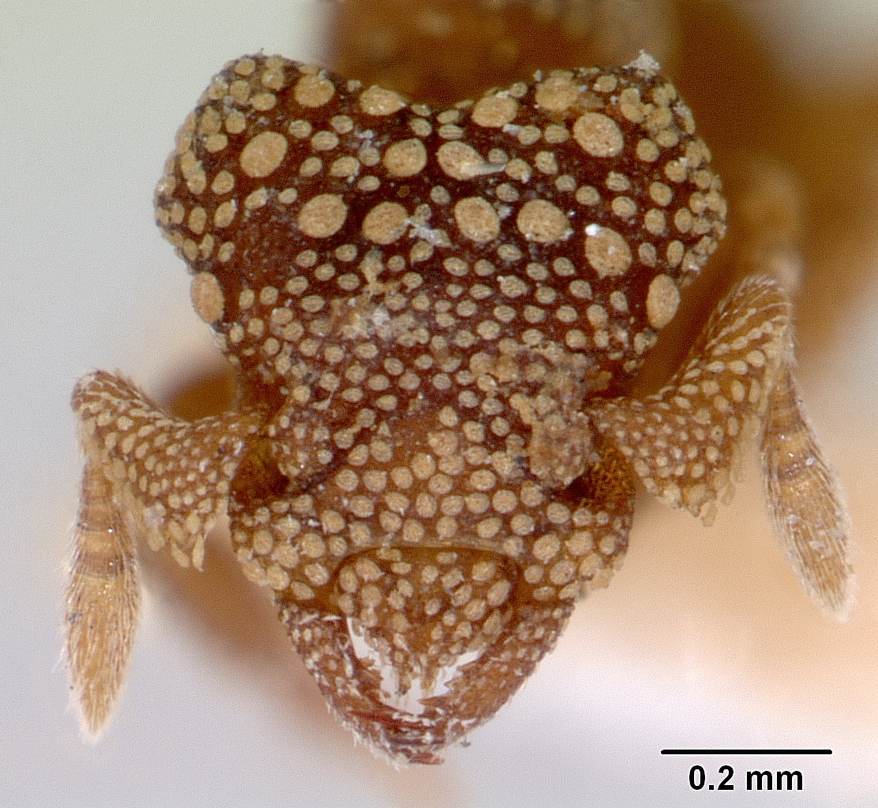
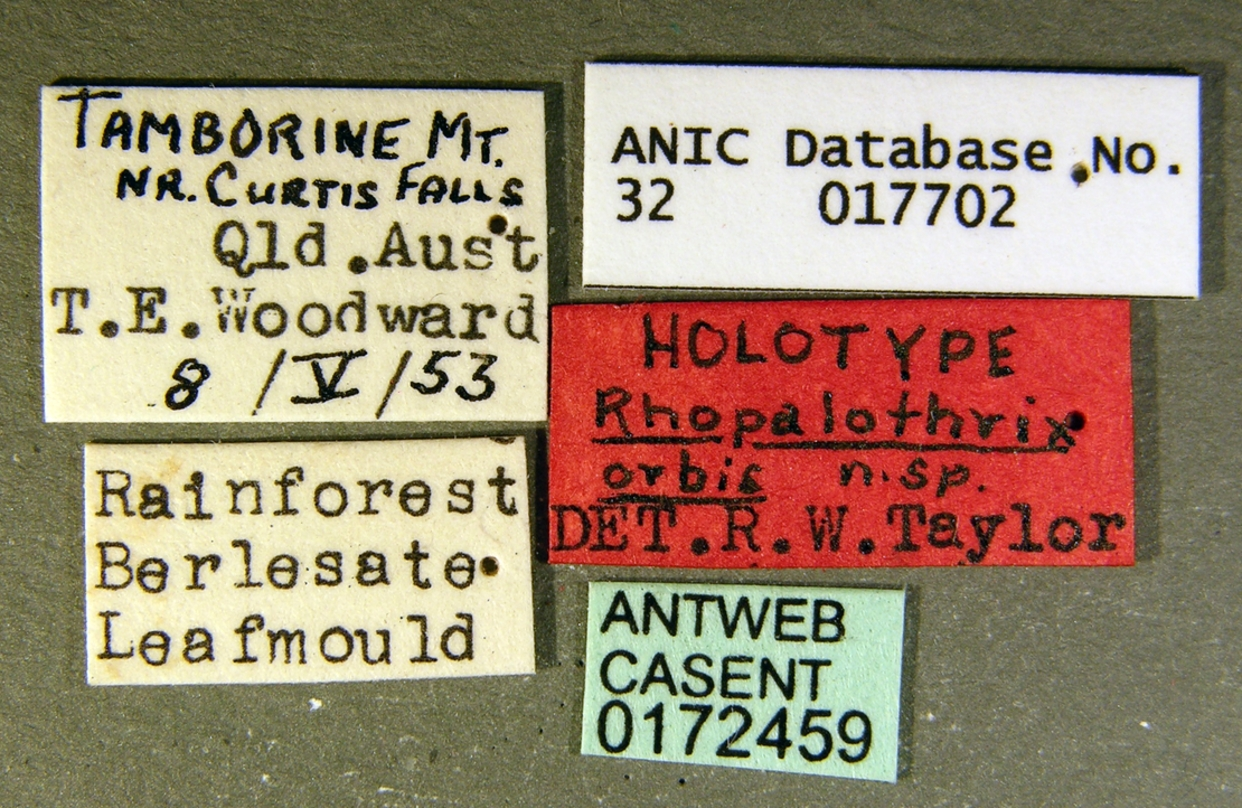
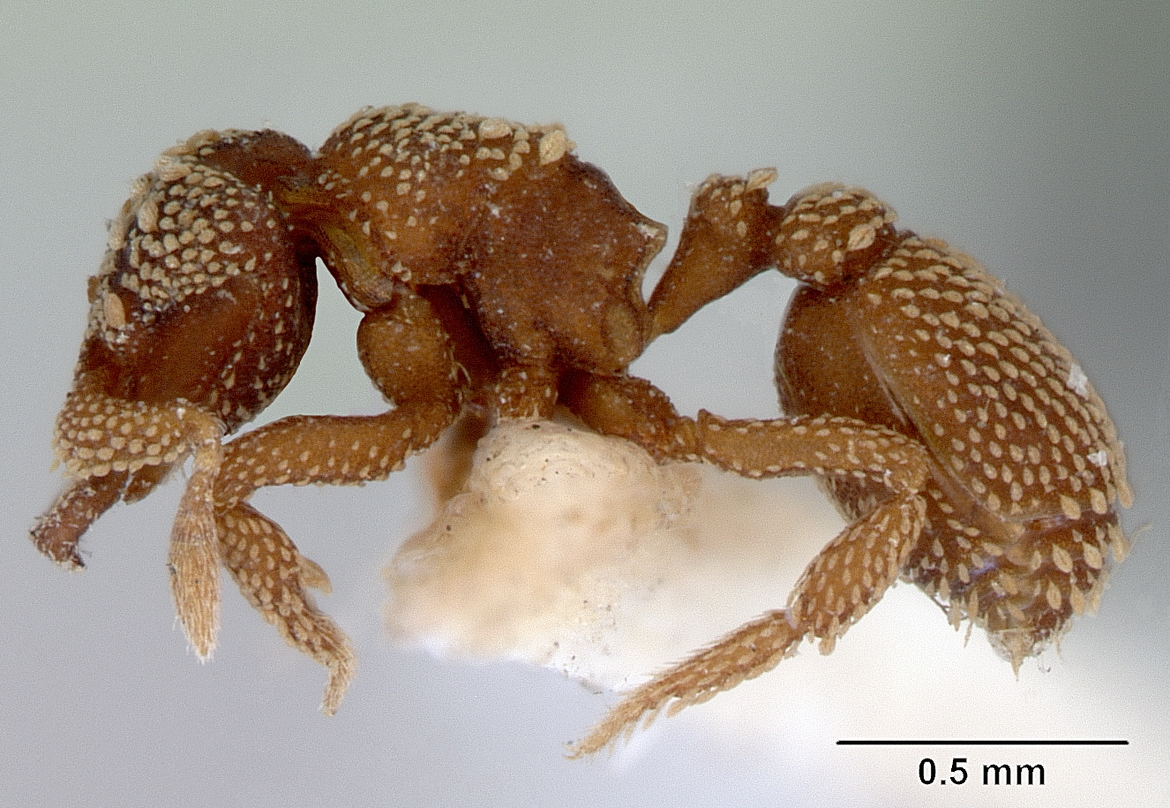